# Ascari
«Аскарі» (італ. Ascari) — військовий корабель, ескадрений міноносець 1-ї серії типу «Сольдаті» Королівських ВМС Італії за часів Другої світової війни.

## Історія
«Аскарі» закладений 11 грудня 1937 на верфі компанії Odero-Terni-Orlando в Ліворно. 6 травня 1939 увійшов до складу Королівських ВМС Італії.
На початку Другої світової війни включений до 12-ї ескадри есмінців, яка мала у своєму складі однотипні кораблі «Лансчре», «Карабінере» та «Кораццьєре».
Есмінець брав активну участь у битвах Другої світової війни на Середземноморському театрі дій, бився в боях біля мисів Матапан та Спартівенто, а також в обох морських битвах у затоці Сідра; супроводжував власні та переслідував ворожі конвої транспортних суден.
19 листопада 1941 року внаслідок атаки польського підводного човна «Sokoł» отримав серйозні пошкодження, й був потоплений в Наваринській бухті, однак незабаром піднятий і знову введений до строю.
В ніч з 23 на 24 березня 1943 року, під командуванням капітана II рангу Маріо Джеріні, вийшов з Палермо на чолі групи есмінців («Ланцеротто Малочелло», «Леоно Панкальдо» і «Каміча Нера»), які ескортували транспортний конвой з німецькими військами до Тунісу.
О 7:18 24 березня, на швидкості 27 вузлів недалеко від мису Бон, «Ланцеротто Малочелло» підірвався на міні і зупинився через серйозні пошкодження. Командир наказав «Леоно Панкальдо» і «Каміча Нера» продовжувати рух до пункту призначення (куди вони прибули неушкодженими).
У свою чергу «Аскарі» зупинився, щоб врятувати екіпаж та пасажирів пошкодженого «Малочелло». Корабель вів рятувальні роботи, коли впродовж короткого періоду часу отримав декілька пошкоджень від підриву на мінах, встановлених напередодні британським мінним загороджувачем «Абдель».
О 8:45, попри мужні дії екіпажів обох есмінців, «Малочелло» зламався навпіл й затонув. О 1:00 пополудні «Аскарі», потрапивши на третю міну поспіль, вибухнув, розламався на дві частини й швидко затонув; основний корпус затонув приблизно за 25 миль на північ від Замбретта (Туніс) і 28 на північ від мису Бон. Загинуло 194 члени екіпажу з 247, зокрема командир корабля, та близько 200—300 німецьких солдатів, що перебували на борту.
Виключений зі списків флоту 18 жовтня 1946 року.